# جيراردو سولانو
جيراردو سولانو (بالإسبانية: Gerardo Solano)‏ (1954 في كوستاريكا - 2000 في كوستاريكا) هو مدرب كرة قدم ولاعب كرة قدم كوستاريكي في مركز الهجوم. شارك مع منتخب كوستاريكا لكرة القدم. أما مع النوادي، فقد لعب مع ديبورتيفو سابريسا ونادي هيريديانو.